# Myrtillocactus
Myrtillocactus és un gènere de cactus. El gènere es troba des de Mèxic a Guatemala. L'espècie més coneguda és Myrtillocactus geometrizans.

## Taxonomia
- Myrtillocactus cochal
- Myrtillocactus eichlamii
- Myrtillocactus geometrizans
- Myrtillocactus schenckii